# 1801 en philosophie
Chronologie de la philosophie
- 1797
- 1798
- 1799
- 1800
- 1801
- 1802
- 1803
- 1804
- 1805

L’année 1801 a été marquée, en philosophie, par les événements suivants :

## Publications
- Projets d’éléments d’idéologie, de Destutt de Tracy.
- Jacques-Henri Meister : 
  - Betzi ou L'amour comme il est : roman qui n'en est pas un précédé d'entretiens philosophiques et politiques, Paris, A.-A. Renouard, 1801.
  - Essai de poésies religieuses, Paris, impr. de P. Didot l'aîné, 1801
  - Sur la Suisse à la fin du dix-huitième siècle, Lunéville, 1801

## Naissances
- 27 mars : Adolphe Garnier, philosophe français, né en 1864.
- 19 avril : Gustav Fechner, philosophe et psychologue allemand, mort en 1887.
- 15 juin : Carlo Cattaneo, philosophe et patriote italien, mort en 1869.
- 10 août : Christian Hermann Weisse, philosophe et théologien protestant allemand, mort en 1866.

## Décès
- 30 mai : John Millar de Glasgow (né le 22 juin 1735) est un philosophe et un historien écossais.